# Philodicus jagannathi
Philodicus jagannathi là một loài ruồi trong họ Asilidae. Philodicus jagannathi được Rao miêu tả năm 1969. Loài này phân bố ở miền Ấn Độ - Mã Lai.